# Rehbach (Bleistiftfabrik)
Die Bleistiftfabrik Rehbach entstand ab 1834 in Regensburg an der Marschallstraße beim Ägidienplatz in den Gebäuden und auf dem Gartengelände des „Neuen Deutschen Hauses“, das 1720 nach Plänen des Baumeisters des Deutschen Ordens Franz Keller errichtet worden war. Gründer der Fabrik war der aus Wien stammende Johann Jakob Rehbach (* 1774; † 1849), der 1803 in Regensburg Bürgerrecht erhalten hatte. Er wurde unterstützt von seinen Söhnen Johann Michael Rehbach (* 1809; † 1859) und Johann Christoph Rehbach (* 1805; † 1884), die 1835 Teilhaber der Firma wurden. Die Firma bestand bis 1934.

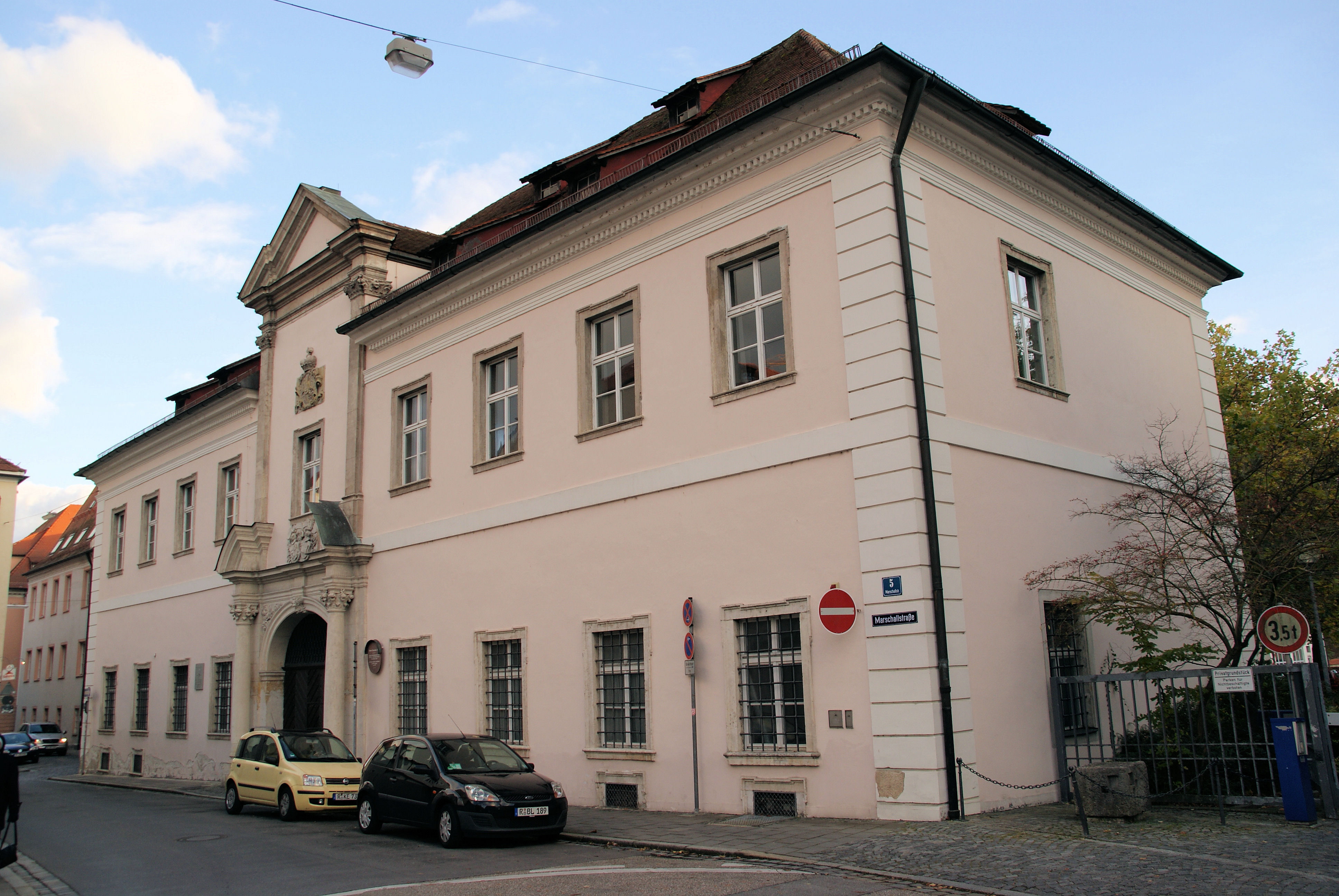
Neues Deutsches Haus Marschallstraße / Ägidienplatz

## Entwicklung der Produktion 1821–1834
1821 ersteigerte der aus Wien stammende Regensburger Kaufmann Johann Jakob Rehbach die Anlagen einer in Obernzell bei Passau mit wenig Erfolg vom Königreich Bayern betriebenen Fabrikation von Bleistiften, bei der die dortigen Graphitvorkommen genutzt wurden. Rehbach ließ alle Maschinen, Werkzeuge und Material per Schiff nach Regensburg bringen. Dort hatte er in der Unteren Bachgasse, die damals noch vom Vitusbach durchflossen wurde, ein Haus gekauft. Der Versuch, mit einem Wasserrad das Wasser des Vitusbaches zum Antrieb einer Maschine zu nutzen, scheiterte an der zu geringen Wasserführung des Baches. Daraufhin überließ der Kaufmann die technischen Probleme seinen beiden technisch begabten Söhnen Johann Michael und Johann Christoph. Sie fanden nach mit größter Ausdauer betriebenen Versuchen heraus, dass bei der Bearbeitung des Graphits spezielle Zusätze und Brennverfahren nötig waren, um dem zur Verfügung stehenden Graphit eine so gute Qualität zu geben, das man mit idiesem bearbeiteten Graphit brauchbare Bleistifte herstellen konnte. Am Ende schafften sie es, Bleistifte herzustellen, die im Preis mit bereits bekannten Bleistiften aus England und Wien und auch mit den Bleistiften der deutschen Firma Faber aus Stein (Mittelfranken) bei Nürnberg konkurrieren konnten. Ihre Bleistifte übertrafen in der Qualität sogar die Produkte von Faber-Castell.
Weil das Haus der Familie Rehbach in der Unteren Bachgasse für eine Ausweitung der Produktion zu klein war, erwarb der Vater Johann Jakob Rehbach 1834 das sogenannte „Neue Deutsche Haus“ mit großem Garten und mit Stallungen für 18.000 Gulden von den Erben des 1818 in Regensburg verstorbenen Alexander Ferdinand von Lilien, der damals als Berater der Fürsten von Thurn und Taxis tätig war. Ferdinand von Lilien hatte das Gebäude und die große noch heute als solche erkennbare Gartenanlage 1809 nach der Auflösung der römisch-katholischen Ordensgemeinschaft Deutscher Orden durch Napoleon von Fürstprimas Karl Theodor von Dalberg gekauft, an den der Besitz der aufgelösten Ordensgemeinschaft gefallen war.

## Größtes Industrieunternehmen in Regensburg
Die zwei Söhne, die lange Zeit nur für „elenden Verdienst“ gearbeitet hatten, wurden vom Vater 1835 als Teilhaber in die Firma aufgenommen und führten die Firma in der Folge mit stets steigendem Gewinn, denn die Vielzahl der Räume und die Größe des Geländes erlaubten eine ausgedehnte Produktion und eine wirtschaftliche Betriebsführung. 1840 wurde in der Fabrik die erste Dampfmaschine in Regensburg in Betrieb genommen. Ihr hoher Schornstein wurde ein Wahrzeichen auf vielen Gemälden. 1845 zog sich der Vater aus der Firma ganz zurück. 1847 erweiterten die Söhne die Produktion mit einem Bohrwerk zur Herstellung von Gas-, Wasser- und Brunnenröhren aus Kalkstein oder Marmor. Damit wurde die Firma zum größten Industrieunternehmen der Stadt und durch einen Besuch von König Maximilian I. Joseph (Bayern) ausgezeichnet.
Schon früh waren die Firma und ihre Inhaber auch im Sozialbereich und im politischen Leben der Stadt aktiv. Seit Gründung der Firma gab es für die Mitarbeiter einen Krankenunterstützungsverein und ab 1850 auch einen Altersunterstützungsverein mit Pensionskasse. Der Vater Johann Christoph Rehbach war von 1818 bis 1836 als Gemeindebevollmächtigter an der Wahl der Bürgermeister beteiligt und war auch selbst Mitglied im Magistrat der Stadt. Ebenso engagierte sich sein Sohn Johann Jacob von 1839 bis 1869, der 1863 auch als links-liberaler Kandidat bei der Wahl zum bayerischen Landtag aufgestellt wurde. Als es in Regensburg 1848 im Vormärz und dann auch  in den Wochen der Revolution zu Unruhen vor dem Rathaus kam, wurde auch aus den Arbeitern der Bleistiftfabrik eine Kompanie von 50 Mann aufgestellt zur Aufrechterhaltung der Ordnung.
Nachdem sein Vater und 1859 auch sein Bruder gestorben waren, nahm Johann Christoph Rehbach seinen Schwiegersohn Friedrich Hendschel und 1864 auch seinen Sohn Fritz in die Firma auf. 1869 waren in der Fabrik 300 Personen beschäftigt und mit einer jährlichen Produktion von 21 Millionen Bleistiften hatte die Firma die zweite Position in Deutschland inne. Als Johann Jacob 1884 starb, vermachte er 10.000 Gulden an das evangelische Krankenhaus und an den Schulfonds der evangelischen Volksschullehrer.

## Niedergang der Firma
Im 20. Jahrhundert verschlechterte sich die wirtschaftliche Lage der Firma unter der Leitung von Fritz Rehbach und ab 1920 unter Leitung von dessen Schwiegersohn Ammon. 1934 ging die Firma Rehbach in Konkurs. Sie wurde von der Firma Pensel & Sohn übernommen, die Produktion nach Nordhalben verlegt, unter dem Namen J. J. Rehbach bis 1970 weitergeführt und dann eingestellt.
In Regensburg haben sich außer dem Stammgebäude des Neuen Deutschen Hauses an der Marschallstraße weitere ehemalige Fabrikationsgebäude nicht erhalten. Auf dem weitläufigen Gelände des ehemaligen Gartens des Neuen Deutschen Hauses ist ein Parkplatz entstanden. An der Nordfassade des Neuen Deutschen Hauses wurde 2004 eine Tafel angebracht, die an die ehemalige Bleistiftfabrik Rehbach erinnert.